# Antonio Marco Botella
Antonio Marco Botella (Callosa de Segura, Alicante, 24 de marzo de 1921 -Zaragoza, 4 de noviembre de 2020) fue un esperantista y escritor residente en Zaragoza. 

## Biografía
Antonio Marco Botella trabajó en la industria textil. Tras el alzamiento de 1936 luchó en el bando republicano. Después de la guerra civil española se exilió a bordo del barco Stanbrook. Estuvo durante seis años en diversos campos de refugiados de Argel. Al volver a España se instaló en Zaragoza, siendo uno de los miembros más activos del movimiento esperantista local, así como su principal historiador.
Falleció el 4 de noviembre de 2020 en Zaragoza.
Como escritor, ganó diversos galardones literarios. Así, fue primer premio a la mejor traducción del Concurso Literario de Gijón, 1955; primer premio Certamen de Poesía Alquerías (Murcia) 1994, primer premio en el Concurso Literario 'Francisco Mañez', en Cheste en 1997. En la 15.ª Semana Internacional de la Cultura y el Turismo, celebrada en Tosa de Mar (29 de septiembre al 6 de octubre de 2007) recibió el Premio Ada Sikorska Fighiera.
Como esperantista, impartió numerosas conferencias y cursos de la lengua, así como organizó congresos nacionales. También fue durante muchos años redactor de las revistas esperantistas "Boletín" y "Kajeroj el la Sudo" ("Cuadernos del Sur").

## Obras

### De temática esperantista
- "Crónicas del centro Aragonés de Esperanto Frateco" (1983)
- "Anales del Movimiento Esperantista en España" (2 volúmenes, 1987)
- "60 años de Esperanto en Callosa" (1992)
- "Un siglo de Esperanto en Aragón" (2000)
- "Esperanto en la Comunidad Valenciana" (2001)
- "Historia del esperanto en Cataluña" (2006)
- "Laboristaj kronikoj" (1996). Trata la historia del movimiento esperantista obrero español. Su versión en español fue publicada en 2010 por SAT en Hispanio con el título "Crónicas del movimiento obrero esperantista".

### De temática social
- "La Odisea del Stanbrook" (2006). Narra de forma autobiográfica las vivencias del autor, desde el momento de su partida al exilio en Argelia y su vuelta al país en la época álgida de la represión franquista.

### De carácter lírico
- "Perlas líricas de Al-Ándalus" (1995)
- "Antología de la lírica Española"
- "Zaragoza en la lírica de Al Andalus"